# Rémi Herment
Pour les articles homonymes, voir Herment (homonymie).
Rémi Herment, né le 23 juin 1932 à Puxieux et mort le 18 août 2024 à Vigneulles-lès-Hattonchâtel, est un homme politique français.

## Biographie
Né le 23 juin 1932 à Puxieux, il devient agriculteur dans la tradition familiale, mais sur une autre exploitation. Membre des Jeunes agriculteurs, il est élu à la chambre d'agriculture dans les années 1970. Il dirige également de 1968 à 1986 l'Union laitière de la Meuse (ULM), coopérative de producteurs fondée en 1966 pour rééquilibrer le rapport de force avec les industriels,.
Après un mandat de conseiller municipal, puis un autre de maire, à Saint-Benoît-en-Woëvre, il est maire de Vigneulles-lès-Hattonchâtel de 1973 à 1995. En 1970, il est élu au Conseil général de la Meuse, qu'il préside de 1982 à 1998. En parallèle, il est sénateur de 1974 à 2001 dans le groupe Union centriste.

## Détail des fonctions et des mandats
Mandats locaux
- 1970 - 2001 : conseiller général du canton de Vigneulles-lès-Hattonchâtel
- 1982 - 1998 : président du Conseil général de la Meuse[1]

Mandats parlementaires
- 22 septembre 1974 - 30 septembre 2001 : sénateur de la Meuse[3]